# Parupeneus chrysopleuron
Parupeneus chrysopleuron (Temminck & Schlegel, 1843) è un pesce della famiglia Mullidae proveniente dall'oceano Indiano e dall'oceano Pacifico.

## Descrizione
Il corpo ha una forma appiattita sull'addome, allungata, e raggiunge al massimo i 55 cm. Dall'occhio parte una fascia orizzontale che termina sul peduncolo caudale, solitamente gialla ma rossa negli esemplari che vivono più in profondità. Vicino alla bocca ci sono dei barbigli abbastanza lunghi. Il resto del corpo è bianco o grigiastro.

## Biologia

### Comportamento
Spesso nuota in banchi abbastanza ampi.

### Parassiti
Può ospitare il copepode Lepeophtheirus goniistii.

### Alimentazione
Si nutre prevalentemente di invertebrati che trova nella sabbia grazie ai barbigli.

## Distribuzione e habitat
Il suo areale comprende diverse aree dell'oceano Pacifico e dell'oceano Indiano, come Australia, Giappone (Honshū) e Taiwan e Isole Ogasawara. Nuota tra i 20 e i 200 m di profondità, anche se di solito si mantiene intorno ai 70. Vive zone con fondo sabbioso o ricco di detriti dove può facilmente trovare il cibo.